# Luritja

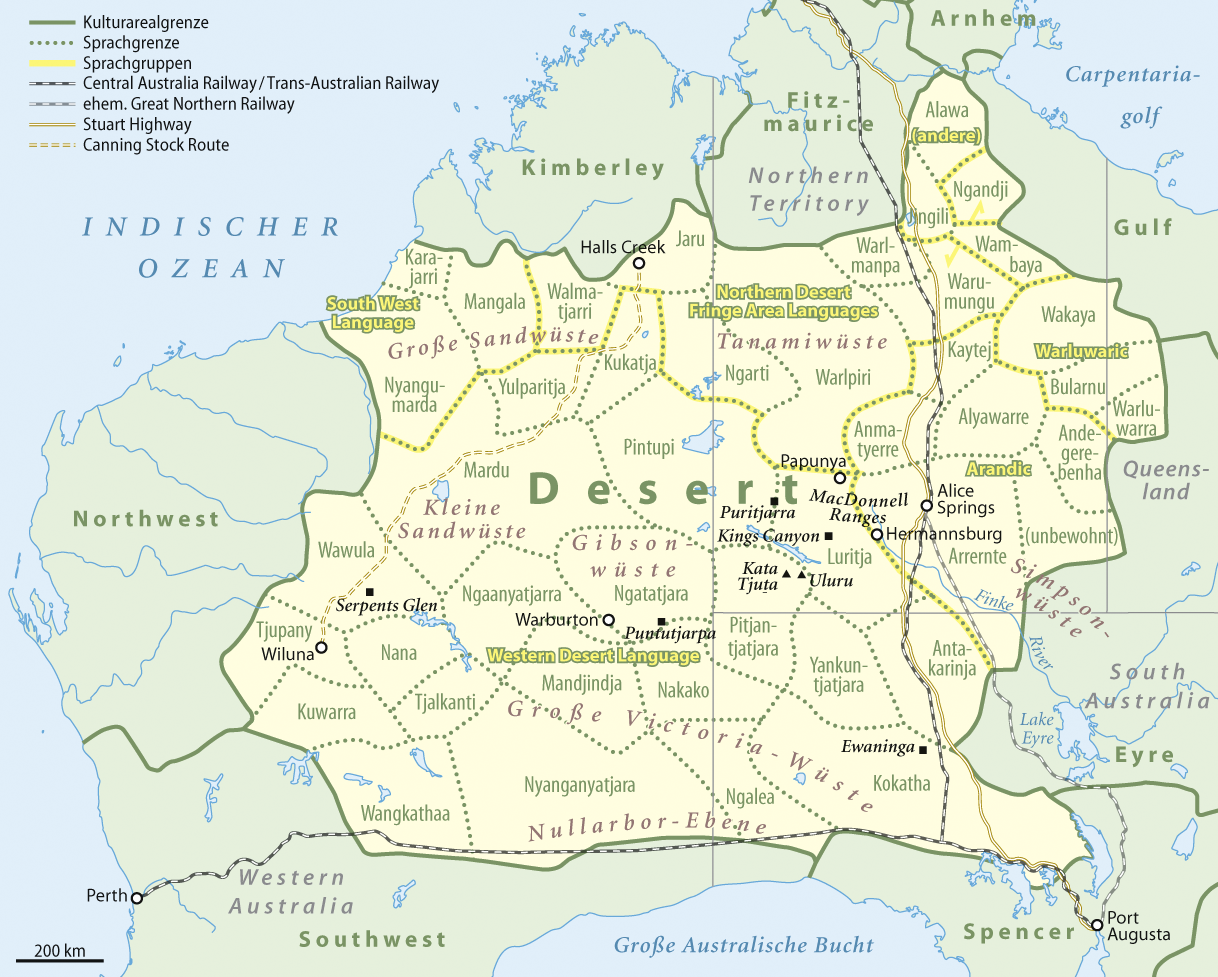
Kulturareal Desert

Luritja oder Loritja ist ein Name, der sich auf verschiedene Dialekte der Sprachgruppe Western Desert in Australien bezieht, aber auch auf einen dort eingeborenen Stamm der Aborigines, die diese Sprachen sprechen, sowie auf deren traditionelles Land.
Das Land der Luritja umfasst Gebiete westlich und südwestlich von Alice Springs im Northern Territory bis zum Land der Arrernte. In der Umgebung von Papunya, einschließlich Mount Liebig, werden Land und Sprache oft als Papunya Luritja bezeichnet. Es ist verwandt mit Pintupi aus Kintore; außerdem ist es wahrscheinlich von  Arrernte und Warlpiri beeinflusst. Ein Großteil der Luritja lebte seit den 1950er Jahren in Papunya, einer Aborigine-Siedlung, und in den 1980er Jahren zogen sie in ihr traditionelles Land nach Kintore um.
Die Gebiete um Finke und Maryvale, eine Ranch im Land der Titjikala, werden oft Titjikala Luritja genannt. Die Sprache ähnelt Papunya Luritja, allerdings gibt es erkennbare Unterschiede, vermutlich durch Einflüsse von südlichem Arrernte, Pitjantjatjara und Antikirinya, wobei Pitjantjatjara dominiert.
Um Kings Canyon spricht man Southern Luritja, das identisch mit Titjikala Luritja ist. Das Luritja um Kintore heißt Pintupi/Luritja.
Die Gesamtbevölkerung der Luritja, einschließlich Papunya Luritja, ist die drittgrößte der zentralaustralischen Aborigine-Gruppen nach den Arrernte und Pitjantjatjara. Die Anzahl der lebenden Luritja beläuft sich auf mehrere tausend Personen. Die Luritja leben vom Verkauf ihrer Kunst und sie haben eine Reihe berühmter Künstler hervorgebracht, sowie Firmen gegründet, die sich auf den Verkauf von Luritja-Kunst spezialisiert haben. 